# Pierre de Surville
Pour les articles homonymes, voir Surville.
Pierre de Surville,  né à Avignon et mort le 14 septembre 1477 à Orange, est un prélat français du XVe siècle . 

## Biographie
Pierre de Surville est archidiacre de Comminges et professeur de droit à l'université d'Avignon. Il est élu évêque d'Orange en 1476. L'évêque réduit le nombre des chanoines du chapitre de 17 à 9.